# Stanza Selvaggia
Stanza Selvaggia è stato un programma radiofonico italiano musicale e di intrattenimento andato in onda su m2o Radio dal 2014 al 2016 nella fascia mattutina.

## Storia
La trasmissione trattava di fatti, di persone, ospiti e personaggi dello spettacolo attraverso lo spirito critico di Selvaggia Lucarelli che conduceva il programma insieme a Fabio De Vivo, subentrato dopo un primo periodo ad Alessandro Lippi, e all'imitatrice Francesca Manzini.
Si è trattato del programma che ha sostituito La fine del mondo, diventato anche televisivo, venendo registrato dalle telecamere la mattina negli studi di m2o a Milano in via Massena e riproposto la sera il lunedì e il giovedì alle ore 19.40 sul canale 163 di Sky La3. La visione delle puntate inoltre era disponibile anche sull'app di La3 e su internet tramite il sito ufficiale di m2o.
La trasmissione è terminata del maggio 2016, sostituita dalla stagione successiva da Casa m2o, condotto sempre da De Vivo insieme ad Alberto Dandolo.
Andava in onda dal lunedì al venerdì dalle ore 10.00 alle ore 12.00 sulle frequenze di m2o, emittente radiofonica nazionale di GEDI Gruppo Editoriale.